# Milenium Zakłady Bukmacherskie
Milenium Zakłady Bukmacherskie Sp. z o.o. (Milenium) – spółka handlowa zarejestrowana w Poznaniu z siedzibą w Zielonej Górze, prowadząca działalność bukmacherską na terenie Polski do 2020 roku. Liczyła ok. 150 punktów przyjmowania zakładów. Od 2016 roku była oficjalnym sponsorem Zagłębia Lubin. Od kwietnia 2020 roku Milenium Zakłady Bukmacherskie zakończyły działalność i nie przyjmują zakładów wzajemnych, a tym samym nie należą już do grona legalnych bukmacherów w Polsce. 

## Historia
Milenium Zakłady Bukmacherskie powstały w 2003 roku, ale faktyczna działalność jako bukmacher stacjonarny rozpoczęła się w październiku 2004 roku od 15 punktów przyjmowania zakładów (obecnie jest ich około 260). W 2012 roku Milenium otrzymała zezwolenie na przyjmowanie zakładów przez Internet (bukmacher online), wprowadzając w kolejnych latach zakłady oraz wyniki na żywo. Do listopada 2013 roku spółka działała pod nazwą Wzajemne Zakłady Bukmacherskie Milenium Sp. z o.o. Z kolei w 2020 roku zakończyła działalność na rynku bukmacherskim. 

## Działalność
Głównym obszarem działalności spółki było przyjmowanie zakładów wzajemnych w punktach przyjmowania zakładów oraz przez oficjalną stronę internetową. Milenium to bukmacher online, który działał na podstawie zezwolenia wydanego przez Ministra Finansów, regulaminu zakładów wzajemnych oraz Ustawy o grach hazardowych z dnia 19 listopada 2009 roku.
Milenium zajmowało się przyjmowaniem zakładów na kilkadziesiąt dyscyplin sportowych, między innymi piłkę nożną, siatkówkę, tenis, golf, piłkę ręczną, rozgrywki e-sportowe oraz przyjmował zakłady na wydarzenia niezwiązane ze sportem, między innymi polityczne, np. wybory. Milenium prowadziło program lojalnościowy „Liga Mistrzów Milenium” – gracze otrzymują specjalne karty, dzięki którym za każdy dokonany zakład, bez względu na jego wynik, dostają punkty, które można wymieniać na nagrody lub zniżki na kolejne zakłady.
Spółka była członkiem Stowarzyszenia Pracodawców i Pracowników Firm Bukmacherskich.

## Sponsoring
Od sezonu 2012/2013 do sezonu 2015/2016 Milenium było sponsorem koszykarskiej Tauron Basket Ligi. Na mocy podpisanej umowy liga otrzymywała wsparcie finansowe oraz marketingowe.
W kwietniu 2016 roku Milenium podpisało umowę sponsorską z Zagłębiem Lubin, stając się tym samym oficjalnym partnerem klubu. Współpraca obowiązuje od końca sezonu 2015/2016 i będzie trwać przez trzy lata obejmując wsparcie finansowe oraz marketingowe. Od kwietnia 2018 roku Milenium Zakłady Bukmacherskie jest również sponsorem Falubazu Zielona Góra. Umowa została podpisana na okres jednego roku. W przeszłości Milenium wielokrotnie sponsorowało spotkania polskiej Ekstraklasy oraz inne dyscypliny sportu, między innymi pojedynki MMA.